# Felice de Giardini

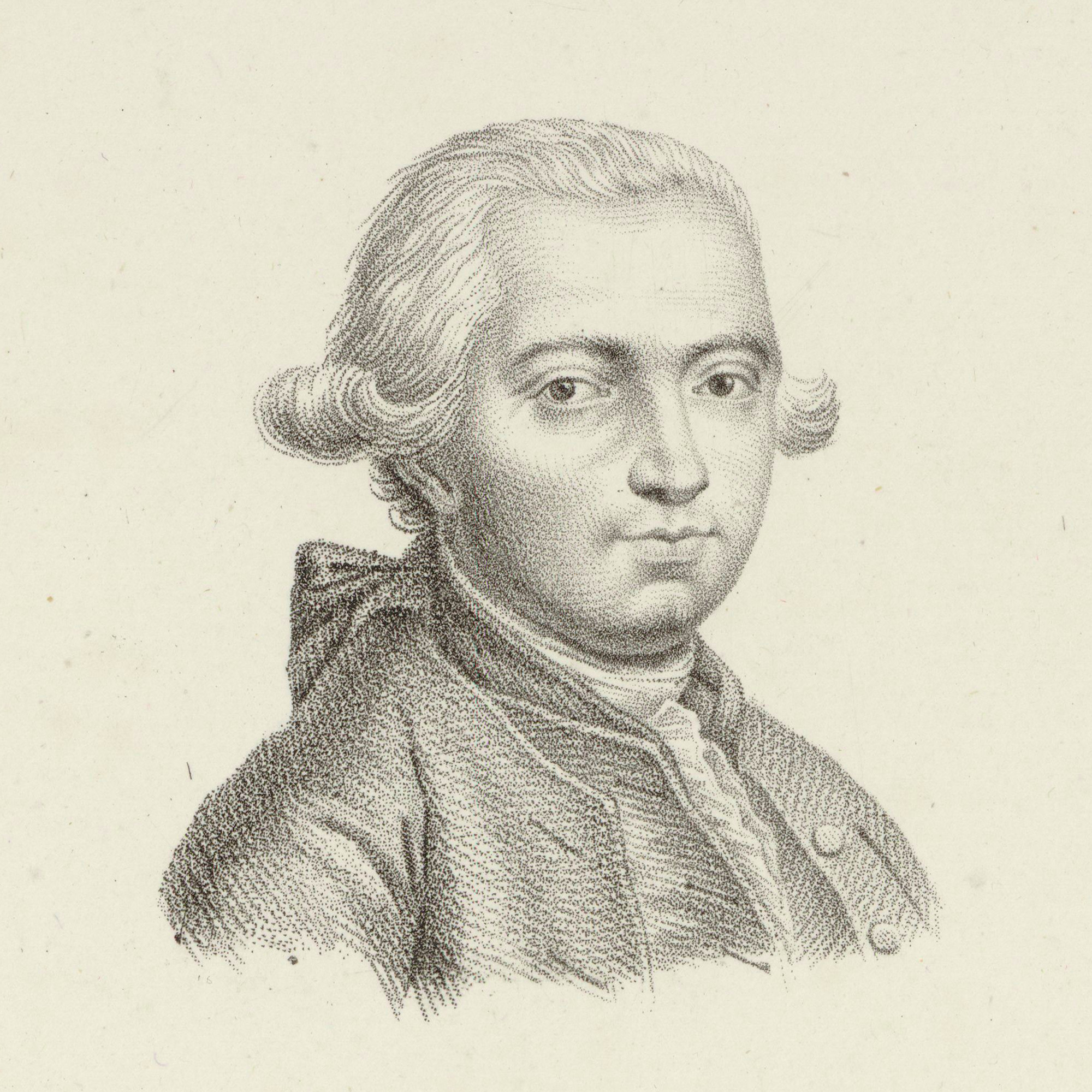
Felice Giardini.

Felice de Giardini, född 12 april 1716 i Turin, död 8 juni 1796 i Moskva, var en italiensk violinist och tonsättare.
Giardini var elev till Giovanni Lorenzo Somis. Han gjorde en glänsande karriär som violinvirtuos, huvudsakligen i Italien och London, skrev talrika violinkompositioner, kammarmusik och operor. I London såväl som i den brittiska landsorten såg man honom även ofta som dirigent och ledare för operaföretag.